# نقشه زمین‌شناسی

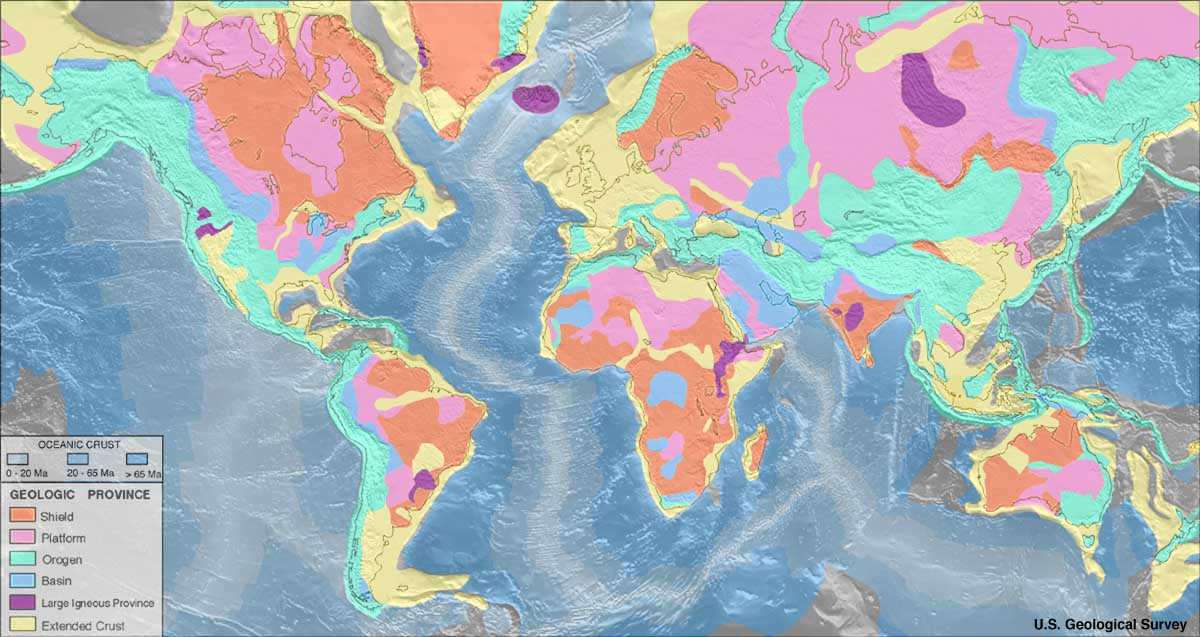
نقشه زمین‌شناسی جهان

نقشه زمین‌شناسی (انگلیسی: Geologic map) نوعی نقشه تخصصی است که برای نمایش پدیده‌های زمین‌شناسی به‌کار می‌رود. این نقشه‌ها واحدهای سنگ و چینه را در جایی که در سطح زمین رخنمون می‌یابند، با استفاده از رنگ‌ها و علایم نشان می‌دهد. بستره و عوارض ساختمانی مانند گسل‌ها، چین‌ها، برگ‌وارگی و خط‌وارگی را با نمادهای امتداد و شیب یا علایم سه‌بعدی نمایش می‌دهد.
در نقشه‌های زمین‌شناسی ممکن است از خط کانتوری چینه‌شناسی برای تفسیر سطوح چینه‌ای و روند توپوگرافی سطح چینه استفاده شود.